# Saint-Christophe (Viena)
Saint-Christophe és un municipi francès situat al departament de la Viena i a la regió de la Nova Aquitània. L'any 2007 tenia 347 habitants.

## Demografia

### Població
El 2007 la població de fet de Saint-Christophe era de 347 persones. Hi havia 130 famílies de les quals 20 eren unipersonals (12 homes vivint sols i 8 dones vivint soles), 47 parelles sense fills, 43 parelles amb fills i 20 famílies monoparentals amb fills.
La població ha evolucionat segons el següent gràfic:
Habitants censats

### Habitatges
El 2007 hi havia 162 habitatges, 129 eren l'habitatge principal de la família, 17 eren segones residències i 17 estaven desocupats. Tots els 160 habitatges eren cases. Dels 129 habitatges principals, 111 estaven ocupats pels seus propietaris, 14 estaven llogats i ocupats pels llogaters i 4 estaven cedits a títol gratuït; 10 tenien dues cambres, 25 en tenien tres, 33 en tenien quatre i 61 en tenien cinc o més. 113 habitatges disposaven pel capbaix d'una plaça de pàrquing. A 44 habitatges hi havia un automòbil i a 75 n'hi havia dos o més.

### Piràmide de població
La piràmide de població per edats i sexe el 2009 era:
| Homes | Edats   | Dones |
| ----- | ------- | ----- |
| 0     | 95 o +  | 0     |
| 0     | 90 a 94 | 0     |
| 8     | 85 a 89 | 4     |
| 0     | 80 a 84 | 4     |
| 8     | 75 a 79 | 12    |
| 12    | 70 a 74 | 8     |
| 12    | 65 a 69 | 8     |
| 0     | 60 a 64 | 8     |
| 16    | 55 a 59 | 0     |
| 12    | 50 a 54 | 12    |
| 8     | 45 a 49 | 12    |
| 12    | 40 a 44 | 8     |
| 12    | 35 a 39 | 8     |
| 8     | 30 a 34 | 8     |
| 4     | 25 a 29 | 8     |
| 4     | 20 a 24 | 4     |
| 4     | 15 a 19 | 4     |
| 8     | 10 a 14 | 8     |
| 16    | 5 a 9   | 4     |
| 8     | 0 a 4   | 4     |

## Economia
El 2007 la població en edat de treballar era de 191 persones, 142 eren actives i 49 eren inactives. De les 142 persones actives 134 estaven ocupades (74 homes i 60 dones) i 8 estaven aturades (4 homes i 4 dones). De les 49 persones inactives 18 estaven jubilades, 13 estaven estudiant i 18 estaven classificades com a «altres inactius».

### Ingressos
El 2009 a Saint-Christophe hi havia 131 unitats fiscals que integraven 346,5 persones, la mediana anual d'ingressos fiscals per persona era de 15.505 €.

### Activitats econòmiques
Dels 5 establiments que hi havia el 2007, 1 era d'una empresa de fabricació d'altres productes industrials, 1 d'una empresa de construcció i 3 d'empreses de comerç i reparació d'automòbils.
L'únic servei als particulars que hi havia el 2009 era un taller de reparació d'automòbils i de material agrícola.
L'any 2000 a Saint-Christophe hi havia 17 explotacions agrícoles que ocupaven un total de 1.456 hectàrees.

## Poblacions més properes
El següent diagrama mostra les poblacions més properes.